# Championnats d'Europe juniors de natation 2021
Navigation
Édition précédente Édition suivante
Les Championnats d'Europe juniors de natation 2021 se déroulent à Rome, en Italie, du 6 au 11 juillet 2021,.
La compétition est organisée par la Ligue européenne de natation et se déroule dans un bassin de 50 mètres. Les catégories d'âge concernées sont :
- 14–17 ans pour les filles ;
- 15–18 ans pour les garçons.

## Podiums

### Garçons
| Épreuves              | Or                                                                                                 | Argent                                                                                          | Bronze                                                                                        |
| --------------------- | -------------------------------------------------------------------------------------------------- | ----------------------------------------------------------------------------------------------- | --------------------------------------------------------------------------------------------- |
| Nage libre            | |                                                                                                 |                                                                                               |
| 50 m                  | David Popovici 22 s 22                                                                             | Nikita Chernousov 22 s 83                                                                       | Martin Kartavi 22 s 92                                                                        |
| 100 m                 | David Popovici 47 s 30 WJR                                                                         | Edward Mildred 48 s 77                                                                          | Mateusz Chowaniec 49 s 37                                                                     |
| 200 m                 | David Popovici 1 min 45 s 95                                                                       | Mateusz Chowaniec 1 min 47 s 78                                                                 | Jovan Lekić 1 min 48 s 46                                                                     |
| 400 m                 | Batuhan Filiz 3 min 50 s 68                                                                        | Jovan Lekić 3 min 50 s 79                                                                       | David Koutný 3 min 51 s 06                                                                    |
| 800 m                 | Yiğit Aslan 7 min 51 s 20 CR                                                                       | Mert Kılavuz 7 min 52 s 19                                                                      | Luca De Tullio 7 min 58 s 10                                                                  |
| 1 500 m               | Mert Kılavuz 15 min 2 s 22                                                                         | Dávid Betlehem 15 min 2 s 28                                                                    | Yiğit Aslan 15 min 5 s 08                                                                     |
| Papillon              | |                                                                                                 |                                                                                               |
| 50 m                  | Josif Miladinov 23 s 59                                                                            | Tobias Schulrath 23 s 72                                                                        | Daniel Gráčik 23 s 79                                                                         |
| 100 m                 | Josif Miladinov 52 s 00                                                                            | Diogo Ribeiro 52 s 54                                                                           | Edward Mildred 52 s 72                                                                        |
| 200 m                 | Krzysztof Chmielewski 1 min 56 s 29                                                                | Michał Chmielewski 1 min 57 s 09                                                                | Vadim Klimenishchev 1 min 57 s 49                                                             |
| Dos                   | |                                                                                                 |                                                                                               |
| 50 m                  | Aleksei Tkachev 25 s 14                                                                            | Ksawery Masiuk 25 s 28                                                                          | Anastasios Kougkoulos 25 s 63                                                                 |
| 100 m                 | Ksawery Masiuk 53 s 91                                                                             | Oleksandr Zheltyakov 53 s 98                                                                    | Aleksei Tkachev 54 s 34                                                                       |
| 200 m                 | Ksawery Masiuk 1 min 58 s 41                                                                       | Berke Saka 1 min 59 s 02                                                                        | Kaloyan Levterov 1 min 59 s 13                                                                |
| Brasse                | |                                                                                                 |                                                                                               |
| 50 m                  | Simone Cerasuolo 27 s 29                                                                           | Rostyslav Kryzhanivskyy 27 s 75                                                                 | Volodymyr Lisovets Bartosz Skóra 27 s 94                                                      |
| 100 m                 | Volodymyr Lisovets 1 min 0 s 28                                                                    | Aleksas Savickas 1 min 1 s 29                                                                   | Simone Cerasuolo 1 min 1 s 56                                                                 |
| 200 m                 | Aleksas Savickas 2 min 13 s 35                                                                     | Dmitrii Askhabov 2 min 13 s 37                                                                  | Maksym Tkachuk 2 min 13 s 75                                                                  |
| 4 nages               | |                                                                                                 |                                                                                               |
| 200 m                 | Berke Saka 2 min 0 s 04                                                                            | Vadym Naumenko 2 min 0 s 65                                                                     | Cedric Büssing 2 min 1 s 84                                                                   |
| 400 m                 | Cedric Büssing 4 min 17 s 40                                                                       | Jakub Bursa 4 min 19 s 20                                                                       | Artem Vorobev 4 min 20 s 21                                                                   |
| Relais                | |                                                                                                 |                                                                                               |
| 4 × 100 m nage libre  | Russie Daniil Kosenkov Oleg Levchenko Renal Nazipov Vladislav Reznichenko 3 min 19 s 66            | Roumanie David Popovici Mihai Gergely Ştefan Cozma Patrick Sebastian Dinu 3 min 19 s 93         | Pologne Ksawery Masiuk Krzysztof Matuszewski Nazar Żurawel Mateusz Chowaniec 3 min 19 s 96    |
| 4 × 2000 m nage libre | Russie Daniil Kosenkov Maksim Khadanovich Aleksandr Chiknaikin Vladislav Reznichenko 7 min 21 s 06 | Allemagne Cedric Büssing Silas Beth Kiran Winkler Timo Sorgius 7 min 21 s 63                    | Italie Lorenzo Galossi Davide Dalla Costa Giovanni Gallina Matteo Oppioli 7 min 22 s 40       |
| 4 x 100 m 4 nages     | Pologne Ksawery Masiuk Bartosz Skóra Paweł Uryniuk Mateusz Chowaniec 3 min 37 s 46                 | Russie Aleksei Tkachev Georgii Glazunov Vadim Klimenishchev Vladislav Reznichenko 3 min 39 s 30 | Ukraine Oleksandr Zheltyakov Volodymyr Lisovets Andriy Kovalenko Vadym Ivchenko 3 min 39 s 43 |

### Filles
| Épreuves             | Or                                                                                            | Argent                                                                                               | Bronze                                                                              |
| -------------------- | --------------------------------------------------------------------------------------------- | --- | ----------------------------------------------------------------------------------- |
| Nage libre           |                                                                                               | |                                                                                     |
| 50 m                 | Daria Tatarinova 24 s 87 CR, EJR                                                              | Jana Pavalić 25 s 35                                                                                 | Eva Okaro 25 s 45                                                                   |
| 100 m                | Daria Klepikova 54 s 75                                                                       | Daria Tatarinova 55 s 12                                                                             | Evelyn Davis 55 s 25                                                                |
| 200 m                | Nikoletta Pádár 1 min 59 s 38                                                                 | Tamryn van Selm 1 min 59 s 50                                                                        | Beril Böcekler 1 min 59 s 73                                                        |
| 400 m                | Merve Tuncel 4 min 6 s 25                                                                     | Bettina Fábián 4 min 10 s 16                                                                         | Giulia Vetrano 4 min 12 s 23                                                        |
| 800 m                | Merve Tuncel 8 min 21 s 91 CR, EJR                                                            | Beril Böcekler 8 min 33 s 52                                                                         | Giulia Vetrano 8 min 35 s 84                                                        |
| 1 500 m              | Merve Tuncel 15 min 55 s 23 CR, EJR                                                           | Deniz Ertan 16 min 14 s 26                                                                           | Paula Otero 16 min 19 s 92                                                          |
| Papillon             |                                                                                               | |                                                                                     |
| 50 m                 | Daria Klepikova 26 s 14 CR                                                                    | Lana Pudar 26 s 29                                                                                   | Roos Vanotterdijk 26 s 55                                                           |
| 100 m                | Lana Pudar 57 s 56                                                                            | Daria Klepikova 58 s 07                                                                              | Anastasiia Markova 58 s 73                                                          |
| 200 m                | Anastasiia Markova 2 min 8 s 41 CR                                                            | Lana Pudar 2 min 9 s 59                                                                              | Lucie Delmas 2 min 10 s 42                                                          |
| Dos                  |                                                                                               | |                                                                                     |
| 50 m                 | Carmen Weiler 28 s 42                                                                         | Nina Stanisavljević 28 s 58                                                                          | Erika Gaetani 28 s 84                                                               |
| 100 m                | Erika Gaetani 1 min 0 s 65                                                                    | Mary-Ambre Moluh Katie Shanahan 1 min 0 s 93                                                         | Non attribuée                                                                       |
| 200 m                | Laura Bernat 2 min 10 s 14                                                                    | Katie Shanahan 2 min 11 s 27                                                                         | Erika Gaetani 2 min 11 s 46                                                         |
| Brasse               |                                                                                               | |                                                                                     |
| 50 m                 | Benedetta Pilato 30 s 13                                                                      | Elena Bogomolova 30 s 68                                                                             | Eneli Jefimova 30 s 91                                                              |
| 100 m                | Eneli Jefimova 1 min 7 s 24                                                                   | Elena Bogomolova 1 min 7 s 25                                                                        | Karolina Piechowicz 1 min 8 s 93                                                    |
| 200 m                | Justine Delmas 2 min 25 s 54                                                                  | Eneli Jefimova 2 min 28 s 01                                                                         | Elena Bogomolova 2 min 28 s 24                                                      |
| 4 nages              |                                                                                               | |                                                                                     |
| 200 m                | Katie Shanahan 2 min 13 s 13                                                                  | Anastasiia Sorokina 2 min 13 s 84                                                                    | Panna Ugrai 2 min 14 s 37                                                           |
| 400 m                | Katie Shanahan 4 min 42 s 59                                                                  | Deniz Ertan 4 min 43 s 65                                                                            | Anastasiia Sorokina 4 min 45 s 58                                                   |
| Relais               |                                                                                               | |                                                                                     |
| 4 × 100 m nage libre | Russie Daria Tatarinova Daria Trofimova Aleksandra Kurilkina Daria Klepikova 3 min 40 s 10 CR | Royaume-Uni Eva Okaro Harriet Rogers Evelyn Davis Tamryn van Selm 3 min 42 s 27                      | Hongrie Nikoletta Pádár Panna Ugrai Dóra Molnár Réka Nyirádi 3 min 43 s 86          |
| 4 × 200 m nage libre | Hongrie Laura Veres Bettina Fábián Réka Nyirádi Nikoletta Pádár 8 min 0 s 95                  | Russie Aleksandra Sabitova Daria Trofimova Aleksandra Kudriavtseva Viktoriia Starostina 8 min 4 s 78 | Turquie Beril Böcekler Merve Tuncel Ela Naz Özdemir Deniz Ertan 8 min 9 s 11        |
| 4 × 100 m 4 nages    | Russie Aleksandra Kurilkina Elena Bogomolova Anastasiia Markova Daria Klepikova 4 min 2 s 72  | France Mary-Ambre Moluh Justine Delmas Lucie Delmas Lucie Vasquez 4 min 3 s 69                       | Royaume-Uni Katie Shanahan Leah Schlosshan Lucy Grieve Tamryn van Selm 4 min 7 s 49 |

### Mixtes
| Épreuves             | Or                                                                                          | Argent                                                                                 | Bronze                                                                                           |
| -------------------- | ------------------------------------------------------------------------------------------- | -------------------------------------------------------------------------------------- | ------------------------------------------------------------------------------------------------ |
| 4 × 100 m nage libre | Russie Vladislav Reznichenko Daniil Kosenkov Daria Tatarinova Daria Klepikova 3 min 29 s 71 | Italie Matteo Oppioli Davide Dalla Costa Matilde Biagiotti Viola Petrini 3 min 31 s 70 | Hongrie Daniel Mészáros Boldizsár Magda Nikoletta Pádár Panna Ugrai 3 min 31 s 85                |
| 4 x 100 m 4 nages    | Russie Aleksei Tkachev Georgii Glazunov Daria Klepikova Daria Tatarinova 3 min 50 s 25      | Royaume-Uni Edward Mildred Harvey Freeman Katie Shanahan Evelyn Davis 3 min 51 s 48    | Ukraine Oleksandr Zheltyakov Volodymyr Lisovets Viktoriya Kostromina Karyna Snitko 3 min 54 s 03 |

## Trophée par équipes
| Rang | Équipe      | Points |
| ---- | ----------- | ------ |
| 1    | Russie      | 871    |
| 2    | Italie      | 615    |
| 3    | Pologne     | 553    |
| 4    | Allemagne   | 524    |
| 5    | Royaume-Uni | 512    |
| 6    | Hongrie     | 504    |
| 7    | Turquie     | 449    |
| 8    | Ukraine     | 322    |
| 9    | France      | 288    |
| 10   | Espagne     | 264    |

| Rang | Équipe             | Points |
| ---- | ------------------ | ------ |
| 11   | Roumanie           | 152    |
| 12   | Serbie             | 134    |
| 13   | Tchéquie           | 117    |
| 14   | Bulgarie           | 114    |
| 15   | Bosnie-Herzégovine | 107    |
| 16   | Israël             | 106    |
| 17   | Croatie            | 102    |
| 18   | Portugal           | 101    |
| 19   | Grèce              | 92     |
| 20   | Suisse             | 91     |

## Tableau des médailles
- Pays organisateur ( Italie)

| Rang               | Nation             | Or | Argent | Bronze | Total |
| ------------------ | ------------------ | -- | ------ | ------ | ----- |
| 1                  | Russie             | 11 | 9      | 6      | 26    |
| 2                  | Turquie            | 7  | 5      | 3      | 15    |
| 3                  | Pologne            | 5  | 3      | 4      | 12    |
| 4                  | Italie             | 3  | 1      | 7      | 11    |
| 5                  | Roumanie           | 3  | 1      | 0      | 4     |
| 6                  | Royaume-Uni        | 2  | 6      | 4      | 12    |
| 7                  | Hongrie            | 2  | 2      | 3      | 7     |
| 8                  | Bulgarie           | 2  | 0      | 1      | 3     |
| 9                  | Ukraine            | 1  | 3      | 4      | 8     |
| 10                 | Bosnie-Herzégovine | 1  | 3      | 1      | 5     |
| 11                 | France             | 1  | 2      | 1      | 4     |
| –                  | Allemagne          | 1  | 2      | 1      | 4     |
| 13                 | Estonie            | 1  | 1      | 1      | 3     |
| 14                 | Lituanie           | 1  | 1      | 0      | 2     |
| 15                 | Espagne            | 1  | 0      | 1      | 2     |
| 16                 | Tchéquie           | 0  | 1      | 2      | 3     |
| 17                 | Croatie            | 0  | 1      | 0      | 1     |
| –                  | Portugal           | 0  | 1      | 0      | 1     |
| –                  | Serbie             | 0  | 1      | 0      | 1     |
| 20                 | Belgique           | 0  | 0      | 1      | 1     |
| –                  | Grèce              | 0  | 0      | 1      | 1     |
| –                  | Israël             | 0  | 0      | 1      | 1     |
| Total (22 nations) | Total (22 nations) | 42 | 43     | 42     | 127   |